# Associazione Sportiva Ischia Isolaverde 1985-1986
Questa voce raccoglie le informazioni riguardanti l'Ischia Isolaverde nelle competizioni ufficiali della stagione 1985-1986.

## Organigramma societario
Area direttiva
- Presidente:
- Direttore amministrativo:

Area organizzativa
- Segretario:

Area tecnica
- Allenatore: Benito Montalto

Area sanitaria
- Medici sociali:
- Massaggiatori:

## Rosa
| N. |                   | Ruolo | Calciatore               |
| -- | ----------------- | ----- | ------------------------ |
|    | Italia (bandiera) | P     | Francesco Del Prete      |
|    | Italia (bandiera) | P     | Di Meglio Isidoro        |
|    | Italia (bandiera) | D     | Domenico Aceti           |
|    | Italia (bandiera) | D     | Antonio Cortese          |
|    | Italia (bandiera) | D     | Gennaro Grillo           |
|    | Italia (bandiera) | D     | Francesco Impagliazzo    |
|    | Italia (bandiera) | D     | Marrazzo                 |
|    | Italia (bandiera) | D     | Carlo Orsenigo Recaldini |
|    | Italia (bandiera) | D     | Vincenzo Pepe            |
|    | Italia (bandiera) | C     | Leonardo Aloi            |

| N. |                   | Ruolo | Calciatore              |
| -- | ----------------- | ----- | ----------------------- |
|    | Italia (bandiera) | C     | Ciro Bilardi (capitano) |
|    | Italia (bandiera) | C     | Nicola Calise           |
|    | Italia (bandiera) | C     | Vincenzo Fusco          |
|    | Italia (bandiera) | C     | Ciro Mautone            |
|    | Italia (bandiera) | C     | Giuseppe Monti          |
|    | Italia (bandiera) | C     | Agostino Pilato         |
|    | Italia (bandiera) | C     | Clemente Silvestro      |
|    | Italia (bandiera) | A     | Renato Lo Masto         |
|    | Italia (bandiera) | A     | Vincenzo Onorato        |
|    | Italia (bandiera) | A     | Lucio Pilato            |

### Serie C2

#### Girone di andata
| Ischia 22 settembre 1985, ore 16:00 CEST 1ª giornata | Ischia Isolaverde | 3 – 1 | Akragas | Stadio Vincenzo Rispoli |

| Ercolano 29 settembre 1985, ore 16:00 CEST 2ª giornata | Ercolanese | 0 – 0 | Ischia Isolaverde | Stadio Raffaele Solaro |

| Ischia 6 ottobre 1985, ore 16:00 CEST 3ª giornata | Ischia Isolaverde | 0 – 0 | Reggina | Stadio Vincenzo Rispoli |

| Ischia 13 ottobre 1985, ore 16:00 CEST 4ª giornata | Ischia Isolaverde | 1 – 0 | Paganese | Stadio Vincenzo Rispoli |

| Santa Maria Capua Vetere 20 ottobre 1985, ore 15:00 CEST 5ª giornata | Gladiator | 1 – 1 | Ischia Isolaverde | Stadio Mario Piccirillo |

| Ischia 27 ottobre 1985, ore 15:00 CEST 6ª giornata | Ischia Isolaverde | 3 – 0 | Rende | Stadio Vincenzo Rispoli |

| Arbitro: | Di Savino (Foggia) |

|  |           |                     |
|  | Marcatori | 53’ Baglieri (aut.) |

| Ischia 10 novembre 1985, ore 14:30 CEST 8ª giornata | Ischia Isolaverde | 2 – 2 | Afragolese | Stadio Vincenzo Rispoli |

| Torre del Greco 17 novembre 1985, ore 14:30 CEST 9ª giornata | Turris | 1 – 0 | Ischia Isolaverde | Stadio Amerigo Liguori |

| Castellammare di Stabia 24 novembre 1985, ore 14:30 CEST 10ª giornata | Juve Stabia | 1 – 2 | Ischia Isolaverde | Stadio Romeo Menti |

| Ischia 1º dicembre 1985, ore 14:30 CEST 11ª giornata | Ischia Isolaverde | 0 – 1      | Nissa | Stadio Vincenzo Rispoli |
| \| \| \| \| \| \| Marcatori \| Lo Giudice \|         |                   |            |       |                         |
|                                                      |                   |            |       |                         |
|                                                      | Marcatori         | Lo Giudice |       |                         |

| Arbitro: | Cabrini (Perugia) |

|                      |           |  |
| Chiarella 47’ (rig.) | Marcatori |  |

| Ischia 15 dicembre 1985, ore 14:30 CEST 13ª giornata | Ischia Isolaverde | 1 – 0 | Siracusa | Stadio Vincenzo Rispoli |

| Cisterna di Latina 22 dicembre 1985, ore 14:30 CEST 14ª giornata | Pro Cisterna | 1 – 1 | Ischia Isolaverde | Stadio Domenico Bartolani |

| Ischia 5 gennaio 1986, ore 14:30 CEST 15ª giornata      | Ischia Isolaverde | 2 – 1  | Trapani | Stadio Vincenzo Rispoli |
| \| \| \| \| \| Fusco Lo Masto \| Marcatori \| Aversa \| |                   |        |         |                         |
|                                                         |                   |        |         |                         |
| Fusco Lo Masto                                          | Marcatori         | Aversa |         |                         |

| Canicattì 12 gennaio 1986, ore 14:30 CEST 16ª giornata | Canicattì | 1 – 0 | Ischia Isolaverde | Stadio Carlotta Bordonaro |

| Ischia 19 gennaio 1986, ore 14:30 CEST 17ª giornata | Ischia Isolaverde | 4 – 0 | Frosinone | Stadio Vincenzo Rispoli |

#### Girone di ritorno
| Agrigento 26 gennaio 1986, ore 14:30 CEST 1ª giornata | Akragas | 2 – 0 | Ischia Isolaverde | Stadio Esseneto |

| Ischia 2 febbraio 1986, ore 14:30 CEST 2ª giornata | Ischia Isolaverde | 1 – 0 | Ercolanese | Stadio Vincenzo Rispoli |

| Reggio Calabria 9 febbraio 1986, ore 14:30 CEST 3ª giornata | Reggina | 2 – 0 | Ischia Isolaverde | Stadio Oreste Granillo |

| Pagani 16 febbraio 1986, ore 15:00 CEST 4ª giornata | Paganese | 2 – 0 | Ischia Isolaverde | Stadio Marcello Torre |

| Ischia 23 febbraio 1986, ore 15:00 CEST 5ª giornata | Ischia Isolaverde | 2 – 1 | Gladiator | Stadio Vincenzo Rispoli |

| Rende 2 marzo 1986, ore 15:00 CEST 6ª giornata | Rende | 1 – 0 | Ischia Isolaverde | Stadio Ezio Scida |

| Ischia 9 marzo 1986, ore 15:00 CEST 7ª giornata | Ischia Isolaverde | 2 – 2 | Nocerina | Stadio Vincenzo Rispoli |

| Afragola 23 marzo 1986, ore 15:00 CEST 8ª giornata | Afragolese | 0 – 0 | Ischia Isolaverde | Stadio Luigi Moccia |

| Ischia 29 marzo 1986, ore 16:00 CEST 9ª giornata | Ischia Isolaverde | 1 – 0 | Turris | Stadio Vincenzo Rispoli |
| \| \| \| \| \| 13' Bilardi \| Marcatori \| \|    |                   |       |        |                         |
|                                                  |                   |       |        |                         |
| 13' Bilardi                                      | Marcatori         |       |        |                         |

| Ischia 6 aprile 1986, ore 16:00 CEST 10ª giornata | Ischia Isolaverde | 5 – 1 | Juve Stabia | Stadio Vincenzo Rispoli |

| Caltanissetta 13 aprile 1986, ore 16:00 CEST 11ª giornata | Nissa | 0 – 0 | Ischia Isolaverde | Stadio Marco Tomaselli |

| Arbitro: | Sanguinati (Chiavari) |

|                    |           |                    |
| Lo Masto 1’ (rig.) | Marcatori | 40’, 64’ Chiarella |

| Siracusa 4 maggio 1986, ore 16:00 CEST 13ª giornata | Siracusa | 3 – 0 | Ischia Isolaverde | Stadio Nicola De Simone |

| Ischia 11 maggio 1986, ore 16:00 CEST 14ª giornata | Ischia Isolaverde | 1 – 0 | Pro Cisterna | Stadio Vincenzo Rispoli |

| Trapani 18 maggio 1986, ore 16:00 CEST 15ª giornata | Trapani | 0 – 0 | Ischia Isolaverde | Stadio Polisportivo Provinciale |

| Ischia 25 maggio 1986, ore 16:00 CEST 16ª giornata | Ischia Isolaverde | 1 – 0 | Canicattì | Stadio Vincenzo Rispoli |

| Frosinone 1º giugno 1986, ore 16:30 CEST 17ª giornata | Frosinone | 1 – 1 | Ischia Isolaverde | Stadio Comunale Matusa |

## Statistiche
Statistiche aggiornate al 27 ottobre 2011

### Statistiche di squadra
| Competizione | Punti | In casa | In casa | In casa | In casa | In casa | In casa | In trasferta | In trasferta | In trasferta | In trasferta | In trasferta | In trasferta | Totale | Totale | Totale | Totale | Totale | Totale | DR  |
| Competizione | Punti | G       | V       | N       | P       | Gf      | Gs      | G            | V            | N            | P            | Gf           | Gs           | G      | V      | N      | P      | Gf     | Gs     | DR  |
| ------------ | ----- | ------- | ------- | ------- | ------- | ------- | ------- | ------------ | ------------ | ------------ | ------------ | ------------ | ------------ | ------ | ------ | ------ | ------ | ------ | ------ | --- |
| Serie C2     | 38    | 17      | 13      | 3       | 1       | 31      | 10      | 17           | 2            | 7            | 8            | 6            | 17           | 34     | 15     | 10     | 9      | 37     | 27     | +10 |
| Coppa Italia | -     | -       | -       | -       | -       | -       | -       | -            | -            | -            | -            | -            | -            | -      | -      | -      | -      | -      | -      | -   |
| Totale       | -     | -       | -       | -       | -       | -       | -       | -            | -            | -            | -            | -            | -            | -      | -      | -      | -      | -      | -      | -   |

### Statistiche dei giocatori
| Giocatore             | Serie C2 | Serie C2 | Coppa Italia | Coppa Italia | Altro    | Altro | Totale   | Totale |
| Giocatore             | Presenze | Reti     | Presenze     | Reti         | Presenze | Reti  | Presenze | Reti   |
| --------------------- | -------- | -------- | ------------ | ------------ | -------- | ----- | -------- | ------ |
| D. Aceti              | 28       | 0        | -            | -            | -        | -     | 28       | 0      |
| L. Aloi               | 33       | 1        | -            | -            | -        | -     | 33       | 1      |
| C. Bilardi            | 29       | 2        | -            | -            | -        | -     | 29       | 2      |
| N. Calise             | 2        | 0        | -            | -            | -        | -     | 2        | 0      |
| Conte                 | 1        | 0        | -            | -            | -        | -     | 1        | 0      |
| A. Cortese            | 25       | 0        | -            | -            | -        | -     | 25       | 0      |
| F. Del Prete          | 29       | 0        | -            | -            | -        | -     | 29       | 0      |
| Di Meglio II          | 6        | 0        | -            | -            | -        | -     | 6        | 0      |
| Di Meglio I           | 2        | 0        | -            | -            | -        | -     | 2        | 0      |
| V. Fusco              | 29       | 1        | -            | -            | -        | -     | 29       | 1      |
| G. Grillo             | 28       | 0        | -            | -            | -        | -     | 28       | 0      |
| F. Impagliazzo        | 31       | 4        | -            | -            | -        | -     | 31       | 4      |
| R. Lo Masto           | 33       | 16       | -            | -            | -        | -     | 33       | 16     |
| Marrazzo              | 19       | 1        | -            | -            | -        | -     | 19       | 1      |
| C. Mautone            | 9        | 1        | -            | -            | -        | -     | 9        | 1      |
| G. Monti              | 29       | 0        | -            | -            | -        | -     | 29       | 0      |
| V. Onorato            | 32       | 7        | -            | -            | -        | -     | 32       | 7      |
| C. Orsenigo Recaldini | 15       | 0        | -            | -            | -        | -     | 15       | 0      |
| Patalano              | 2        | 0        | -            | -            | -        | -     | 2        | 0      |
| V. Pepe               | 33       | 0        | -            | -            | -        | -     | 33       | 0      |
| A. Pilato             | 1        | 0        | -            | -            | -        | -     | 1        | 0      |
| L. Pilato             | 9        | 0        | -            | -            | -        | -     | 9        | 0      |
| C. Silvestro          | 8        | 1        | -            | -            | -        | -     | 8        | 1      |